# قوغال
قوغال هو عجين مخبوز مع حشو من التوابل والمكسرات والسكر من المطبخ الأذربيجاني.
تجهز هذه الفطير من الدقيق اصفر اللون وتؤخذ من الأزمنة القديمة رمزا للشمس. تذاب الخميرة في حليب دافئ ويضاف إليها 750 جرام من الدقيق وتوضع في مكان دافئ لمدة 4 ساعات.
ثم يضاف إليها سمن ساخن وسكر ناعم ويخلط كل هذا ويضاف إليهه المتبقى من الدقيق ويخلط من جديد حتى يصبح كل هذا عجينة واحدة ويوضع في مكان دافئ لمدة ساعة ونصف.
و لأجل إعداد الحشوة تطحن الكراوية وتوضع على النار وتضاف إليها التوابل والسمن الدافئ ويخلط كل هذا لمدة 5 دقائق. و تقسم العجينة إلى 10 أقسم ونفرد كل قسم من العجينة حتى تكون رقيقة جدا ويدهن بزبدة مذابة بشكل وفير و ثم توضع هذه الفطائر الرقيقة المدهونة فوق بعض.
ثم تقطع إلى شرائح عرضها 6-8 سم وتقسم كل شريحة إلى شرائح صغيرة جدا. ثم نلف كل شريحة بشكل حلزوني وتفرد من الطرفين وتفتح في وسطها فتحة توضع فيها ملعقة شاي من الحشوة وبعد ذلك تغطى الحشوة بلصق أطراف الفطيرة وتفرد من جديد حتى تصبح فطيرة مدورة قطرها حوالي 8-10 سم.
```
ثم يدهن سطح الفطيرة بالبيض المخفوق وتوضع الفطائر بعد ذلك في صينية الفرن وتغطى بقطعة قماش وتترك لمدة 30-40 دقائقة.
```

يمكن الاحتفاظ بهذه الفطيرة لمدة طويلة في إناء مغطي بشكل محكم.

## طريقة التحضير
- دقيق - 1 كيلوجرام
- خمير - 30 جرام
- حليب - 500 جرام
- زبدة - 100 جرام
- بيض - 2 عدد
- سكر ناعم - 2 ملعقة كبيرة
- ملح - حسب الذوق

لإعداد الحشوة
- دقيق - 500 جرام
- يانسون وكراوية و قرفة وفلفل أسود - ملعقة شاي من كل منها
- كركم وملح - 2 ملعقة شاي من كل منهما
- سمن -3 ملعقة كبيرة
- إضافة إلى ذلك:
- زبدة - 1 كيلوجرام
- خشخاش - 100 جرام
- بيض - 1 عدد[3]